# 杰茜卡·斯蒂芬斯
杰茜卡·斯蒂芬斯（英語：Jessica Steffens，1987年4月7日—），美国女子水球运动员。她曾代表美国国家队参加2008年和2012年夏季奥林匹克运动会水球比赛，获得一枚金牌和一枚银牌。